# Val-de-Vire

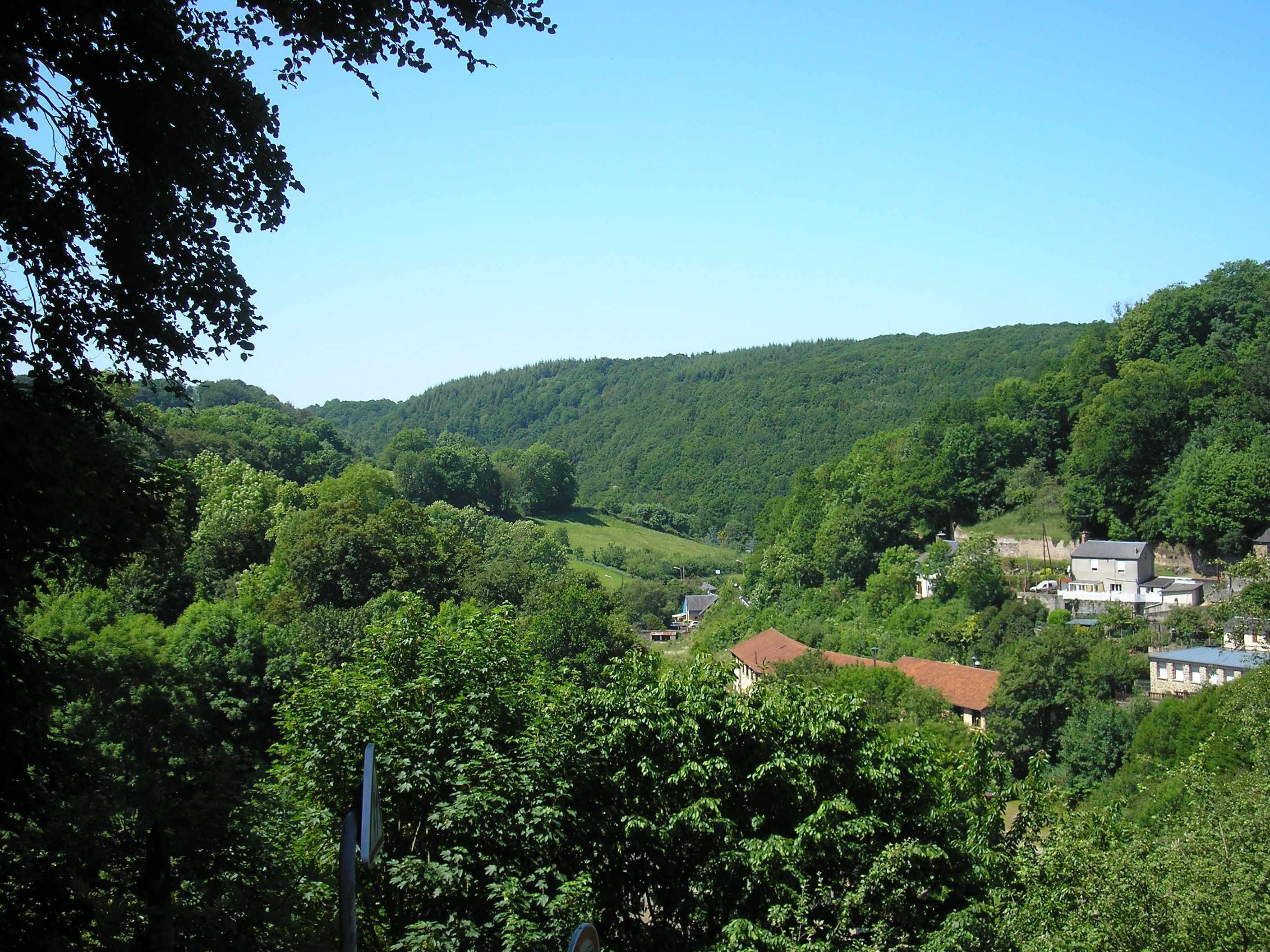
Paysage du Val-de-Vire ou Vaux-de-Vire

Le Val-de-Vire, autrefois orthographié Vaudevire ou Vaux-de-Vire, est une aire géographique située dans le bassin versant de la Vire, d'où il tire son nom, dans le Bocage virois. Il est situé aux alentours de la ville de Vire, sous-préfecture du département du Calvados, situé en Normandie, en France.